# ワイルド・ライフ (曲)
ワイルド・ライフ（原題：Wild Life）は、1971年にウイングスが発表した楽曲。同名アルバム「ワイルド・ライフ」収録。

## 概要
曲構成は一節の繰り返しだが、演奏時間は6分と長い。これはこの曲が収録されたアルバム「ワイルド・ライフ」が急ピッチで制作されたアルバムであり、収録時間を稼ぐために引き延ばされたものと考えられている。

歌詞は動物愛護を歌ったものであり、ポールにとって初のメッセージ・ソングである。動物愛護活動はこの約20年後に本格的に開始する事になる。

ギターソロはデニー・シーウェルではなく、ポールが手がけた。
ライヴでは1972年から1973年に演奏された。1975年から1976年のツアーでは、セットリストには組み込まれなかったがリハーサルでは演奏された。